# Musée de la Femme Muso Kunda
Le Musée de la femme Muso Kunda, fondé en 1995 par l'historienne et féministe Adame Ba Konaré à Bamako est une institution dédiée à la valorisation et à la promotion de la cause des femmes au Mali. Ce musée se donne pour objectifs de combattre les stéréotypes sur les femmes, à célébrer leurs contributions, à défendre leurs droits et à créer des espaces de conversations.

## Histoire
Ce musée est fondé à Bamako en 1995 par la féministe et historienne Adame Ba Konaré, première dame et épouse du président Alpha Oumar Konaré.
Ce musée cherche à promouvoir la cause des femmes et la défense de leurs droits. Il s'agit de montrer le savoir-faire des femmes dans les domaines traditionnels comme contemporains, ainsi que de prôner une certaine mémoire sur les femmes. 

## Galeries du musée

### Héros de la démocratie de 1991
À l'entrée du Musée se trouve un mur de portraits de femmes héroïnes de la révolution de mars 1991. La révolution conduisit à un gouvernement de transition qui finit par céder la place à un dirigeant démocratiquement élu. 

### Galerie des costumes traditionnels
La galerie des costumes traditionnels expose les costumes des femmes des tribus du Mali. 
Un ensemble de quinze mannequins dans la salle présente quatorze costumes traditionnels de femmes des régions du Mali, le quinzième présentant la tenue d'une femme malienne moderne. Les mannequins furent fabriqués par une société nord-coréenne opérant à partir de Bamako.  Certains des costumes exposés sont ceux des Soninké, des Khassonké de Kayes, des Peuls de Mopti, des Bambara de Ségou et même des bijoux traditionnels provenant d'une femme Sénoufo centenaire.

### Femmes dans le bâtiment national
Cette exposition couvrant le rôle des femmes maliennes dans plusieurs domaines, tels la politique, le développement, les mouvements nationaux et la construction de la nation. L'exposition met en valeur la contribution des femmes maliennes et cherche à corriger les stéréotypes dominants sur les femmes. Parmi les femmes présentées figurent Fanta Damba (femme griot), Aoua Kéita (première femme de l'échelon supérieur du parti US-RDA) et Fanta Diallo (membre de la commission sociale des femmes).

### Outils de foyer et technologie
Une galerie présente les outils utilisés par les femmes à la maison pour plusieurs fonctions et leur évolution technologique. Ces comparaisons entre époques montrent l'évolution et le rôle des femmes Parmi les objets présentés figurent des outils de cuisine, des outils de meulage, des outils de pêche et des outils de collecte, de stockage et de vente du lait.

### Vitrine de films
Une galerie audiovisuelle présente des films traitant des droits des femmes. Les films présentés, sélectionnés pour un concours, sont ceux de trois jeunes cinéastes.

## Journal
Faro est le journal culturel et la publication du Musée Muso Kunda. Le journal porte le nom de Faro, une déesse du fleuve Niger. 

## Autres installations
Le musée dispose des autres installations suivantes : 
- Centre de recherche
- Bibliothèque
- Boutique du musée